# JOKER (中島美嘉のアルバム)
『JOKER』（ジョーカー）は、中島美嘉の9作目のオリジナルアルバムである。2020年10月7日にソニー・ミュージックアソシエイテッドレコーズより発売された。

## 概要
オリジナル・アルバムとしては前作『TOUGH』から約3年半ぶりとなるアルバム。アルバム形態としてのリリースは前年1月に発売された企画ベスト・アルバム『雪の華15周年記念ベスト盤「BIBLE」』以来、1年7カ月ぶり。
アルバムには、フジテレビドラマ「黄昏流星群」挿入歌「彩恋 〜SAI_REN〜」やHYDEがプロデュースしたテレビアニメ「ダーリン・イン・ザ・フランキス」主題歌「KISS OF DEATH」などシングル曲のほか、終わってしまった恋への切ない思いを描いたラブバラード「ノクターン」、自身の作詞によるロックナンバー「Justice」など6曲の新録音源が収録される。また、34枚目のシングル『イノサンRouge』の表題曲は、アルバムの先行シングルでありながら本作には収録せず、カップリング曲「無垢なるもの」のみ収録。
本作のアルバムについて、中島は「3年半経っているとは思わなかったが、おかげで色々な曲調が揃い、これからの自分が楽しみに思うほど、聴いていても飽きない一枚になった」と語っている。また、翌年よりデビュー20周年イヤーに突入と傍ら、新型コロナウイルス (COVID-19)の渦中の間で制作した事も明かしている。
アルバムは通常盤と初回限定盤の2形態でリリースされ、初回限定盤は新曲を含めたミュージック・ビデオ5曲と、アコースティック編成によるスタジオ形式でのライブ映像「Mika Nakashima Special Studio Live」から6曲を収めたDVDが付属するフォトブックレット仕様となっている。

## 収録曲

### Disc.1 CD
1. ノクターン
作詞：中島美嘉,津波幸平 / 作曲：津波幸平 / 編曲：野村陽一郎
配信限定シングル
2. A or B
作詞・作曲：jam note / 編曲：MANABOON, 木村佳代子
43rdシングル
花王フレアフレグランスCM曲
3. KISS OF DEATH (Produced by HYDE)
作詞・作曲：HYDE / 編曲：HYDE, Carlos K.
44thシングル
TVアニメ『ダーリン・イン・ザ・フランキス』主題歌
4. Good Bye
作詞：中島美嘉 / 作曲：今井大介 (D.I)	 / 編曲：橋本幸太
5. DESIRE
作詞：中島美嘉, Lori Fine / 作曲：CREAM / 編曲：T'Z BEATZ a.k.a. Staxx T
Netflixオリジナルドラマ『FOLLOWERS』劇中歌
6. So What
作詞：憲真 / 作曲：Lori Fine / 編曲：COLDFEET
7. Justice
作詞：中島美嘉 / 作曲：Lori Fine / 編曲：COLDFEET
8. 無垢なるもの
作詞：横内謙介,宮本亜門 / 作曲：MIYAVI / 編曲：河野伸
Marie starring MIKA NAKASHIMA名義
45thシングル『イノサン Rouge』のカップリング
『イノサンmusical』劇中歌
9. Happy Life
作詞：安藤裕子, 小林武史 / 作曲・編曲：小林武史
中島美嘉×Salyu名義
配信限定シングルおよび、43rdシングルのカップリング
東京メトロCMソング
10. 彩恋 〜SAI_REN〜
作詞：中野久美子 / 作曲・編曲：イケガミキヨシ
配信限定シングル
CXドラマ『黄昏流星群』挿入歌
11. innocent
作詞：中島美嘉 / 作曲：宇佐美宏 / 編曲：宗本康兵
Netflixドラマ『FOLLOWERS』劇中歌
12. ドミノ
作詞：中島美嘉 / 作曲：河野伸 / 編曲：河野伸, SiZK
13. 夜が明ける前に
作詞：Manami / 作曲：中村泰輔 / 編曲：中村泰輔, 野村陽一郎
鹿児島テレビ開局50周年ドラマ『前田正名―龍馬が託した男―』主題歌
14. 虹が出たら君に逢いに
作詞：森大輔, 岡田健次良 / 作曲：森大輔, 岡田健次良 / 編曲：森大輔

### Disc2: DVD
<Music Video>
1. A or B
2. KISS OF DEATH (Produced by HYDE)
3. イノサン Rouge (Marie Starring MIKA NAKASHIMA)
4. ノクターン
5. Justice

<Mika Nakashima Special Studio Live>
1. innocent
2. KISS OF DEATH (Produced by HYDE)
3. ノクターン
4. A or B